# Бертло (Удмуртия)
Бертло — деревня в Кизнерском районе Удмуртии, входит в Безменшурское сельское поселение.

## География
Находится в 24 км к северо-западу от Кизнера, в 59 км к западу от Можги и в 127 км к западу от Ижевска.

## Население
| 2010 | 2012 | 2015 |
| ---- | ---- | ---- |
| 137  | ↘131 | ↘117 |